# Arhopala aeeta
Arhopala aeeta is een vlinder uit de familie van de Lycaenidae. De wetenschappelijke naam van de soort is voor het eerst geldig gepubliceerd in 1892 door De Nicéville.